# Royale Union Saint-Gilloise
Die Royale Union Saint-Gilloise ist ein belgischer Fußballverein aus den zur Region Brüssel-Hauptstadt gehörenden Gemeinden Saint-Gilles/Sint-Gillis und Forest/Vorst.

## Geschichte
Der am 1. November 1897 gegründete Klub gehört zu den ältesten noch bestehenden Fußballvereinen Belgiens. 1904 gewann Union Saint-Gilloise die erste von elf bisher errungenen Meisterschaften. Sieben der Titelgewinne gelangen vor dem Ersten Weltkrieg. 1913 und 1914 gelang zudem der Sieg im belgischen Pokal. Nach der achten Meisterschaft 1923 musste der Verein zehn Jahre warten, ehe der erneute Triumph gelang. 1933 bis 1935 stellte Union Saint-Gilloise einen bis heute gültigen Rekord auf, als man 60 Spiele in Folge ohne Niederlage überstand. Folglich wurde man auch 1934 und 1935 nationaler Meister. Danach war die Serie zunächst beendet. 
Nach dem Zweiten Weltkrieg spielte Union Saint-Gilloise auch international. Allerdings war der Messepokal nicht tabellenstandsbezogen, sondern die Teilnahme wurde nur durch den örtlichen Messestandort garantiert. Dabei gelang im 1958 bis 1960 ausgetragenen Wettbewerb sogar die Halbfinalteilnahme, Birmingham City erwies sich jedoch in den beiden Spielen als zu stark.
1965 erfolgte der Abstieg aus der Ersten Division. Der Tiefpunkt in der Vereinsgeschichte wurde 1981 erreicht, als man in die vierte und damit niedrigste Liga abstieg. 1983 gelang der Aufstieg in die Dritte und 1984 (für zwei Jahre) der Aufstieg in die Zweite Liga, der der Verein 1996/97 und von 2004 bis 2008 ebenfalls angehörte. Nach einigen Jahren in der semiprofessionellen dritten Liga und einem nur knapp verhinderten Abstieg in die vierte gelang Union Saint-Gilloise 2015 der Wiederaufstieg in die zweite Liga.
In der ersten Saison in der 2. Division erreichte der Verein dabei den 6. Platz, womit er sich für die neue Division 1B mit nur noch acht Vereinen qualifizierte. In der Saison 2016/17 konnte man in der Gesamtwertung mit einem Punkt Vorsprung Platz 4 erreichen, so dass man nicht an der Abstiegsrunde teilnehmen musste.
In der nächsten Saison belegte man in der Gesamtwertung nur Platz 6 und in der folgenden Abstiegsrunde mit fünf Punkten Vorsprung Platz 3, so dass Union Saint-Gilloise in der Division 1B verblieb. In der Saison 2018/19 kam der Verein auf Platz 3 der Gesamtwertung und in den folgenden Play-off 2 der ersten Division, an denen man aufgrund dieser Platzierung teilnehmen konnte, mit vier Punkten Rückstand auf den Gruppensieger auf Platz 2.
Am 19. Juni 2019 wurde der Vertrag mit dem bisherigen Trainer Elsner auf dessen Wunsch aufgelöst, weil dieser zum französischen Verein Amiens SC wechselte. Am 1. Juli 2019 wurde die Verpflichtung des neuen Trainers Thomas Christiansen mit einer Vertragslaufzeit von zwei Jahren bekanntgegeben. Dabei hatte Union Saint-Gilloise die Option, den Vertrag um ein weiteres Jahr zu verlängern. Nach der Saison 2019/20, in der Royale Union den 4. Platz in der Gesamttabelle belegte, wurde Mitte Mai 2020 die Zusammenarbeit mit Christiansen vorzeitig beendet. Am 24. Mai 2020 wurde Felice Mazzù als neuer Trainer bis zum Ende der Saison 2020/21 mit Verlängerungsoption verpflichtet.
In der Saison 2020/21 stand Union Saint-Gilloise nach dem Sieg gegen den RWD Molenbeek bereits nach 23 Spieltagen uneinholbar auf Platz 1 und stand somit vorzeitig als Meister und Aufsteiger fest. Mitte Mai 2021 wurde Mazzùs Trainervertrag auf unbestimmte Zeit verlängert. Ende Mai 2022 löste Mazzù seinen Vertrag bei Union auf, weil er als Trainer zum Ligakonkurrenten RSC Anderlecht wechselte. Mitte Juni 2022 wurde der bisherige Co-Trainer Karel Geraerts zum Trainer mit einem unbefristeten Vertrag berufen.
Der Klub erreichte überraschend das Viertelfinale der UEFA Europa League 2022/23 und schied dort gegen Bayer 04 Leverkusen am 20. April 2023 im Rückspiel nach einem 1:4 aus. In der Division 1A erreichte der Verein in der Hauptrunde den 2. Platz und rutschte in den Meister-Play-offs auf Platz 3 ab. Da Meister Royal Antwerpen zugleich Pokalsieger wurde, qualifizierte sich Royale Union damit für die Play-off-Runde der Europa League.
Bei der Saisonanalyse konnte zwischen Verein und Trainer keine Einigung über Vertragsdetails für die neue Saison erzielt werden. Trotz bestehendem Vertrag hielt der Verein dies für keine ausreichende Grundlage, die Zusammenarbeit fortzusetzen.
Anfang Juli 2023 wurde Alexander Blessin als neuer Trainer mit einer Vertragslaufzeit von zwei Jahren verpflichtet. Die Hauptrunde der Saison 2023/24 wurde als Erster mit sieben Punkten Vorsprung beendet, aus denen in den Play-offs um die Meisterschaft vier Punkte Vorsprung wurden. Die ersten vier Spiele in den Meister-Play-offs wurden verloren, wodurch der Verein bis auf Platz 3 abrutschte. Am Ende wurde die Saison auf Platz 2 mit einem Punkt Rückstand auf Platz 1 beendet. Hätte der FC Brügge am letzten Play-off-Spieltag im Lokalderby gegen Cercle Brügge statt Unentschieden verloren, wäre RUSG Meister geworden. Neben der Vizemeisterschaft wurde gegen Royal Antwerpen der belgische Pokal gewonnen. Der Verein qualifizierte sich durch die Vizemeisterschaft für die 3. Qualifikationsrunde der nächstjährigen Champions League.
Nach 90 Jahren feierte der Club 2025 wieder die belgische Meisterschaft und gewann damit seinen insgesamt 12. Meistertitel.

## Kader 2025/26
Stand: 17. August 2025
| Nummer     | Spieler               | Nationalität             | im Verein seit | letzter Verein          | Geburtsdatum |          |          |
| Torhüter   | Torhüter              | Torhüter                 | Torhüter       | Torhüter                | Torhüter     | Torhüter | Torhüter |
| ---------- | --------------------- | ------------------------ | -------------- | ----------------------- | ------------ | -------- | -------- |
| 01         | Vic Chambaere         | Belgien                  | 2024           | KRC Genk                | 10.01.2003   |          |          |
| 18         | Giorgi Kavlashvili    | Georgien Belgien         |                | eigene Jugend           | 24.01.2007   |          |          |
| 37         | Kjell Scherpen        | Niederlande              | 2025           | Brighton & Hove Albion  | 23.01.2000   |          |          |
| Abwehr     |                       |                          |                |                         |              |          |          |
| 03         | Mamadou Thierno Barry | Senegal                  | 2025           | Tromsø IL               | 20.03.2005   |          |          |
| 05         | Kevin Mac Allister    | Argentinien Italien      | 2023           | Argentinos Juniors      | 07.11.1997   |          |          |
| 16         | Christian Burgess     | England                  | 2020           | FC Portsmouth           | 07.10.1991   |          |          |
| 19         | Guillaume François    | Belgien                  | 2020           | Royal Excelsior Virton  | 03.06.1990   |          |          |
| 26         | Ross Sykes            | England                  | 2022           | Accrington Stanley      | 26.03.1999   |          |          |
| 48         | Fedde Leysen          | Belgien                  | 2024           | PSV Eindhoven           | 07.09.2003   |          |          |
| Mittelfeld |                       |                          |                |                         |              |          |          |
| 04         | Mathias Rasmussen     | Norwegen                 | 2023           | Brann Bergen            | 25.11.1997   |          |          |
| 06         | Kamiel Van De Perre   | Belgien                  | 2024           | KRC Genk U 23           | 12.02.2004   |          |          |
| 08         | Adem Zorgane          | Algerien                 | 2025           | Sporting Charleroi      | 06.01.2000   |          |          |
| 10         | Anouar Ait El Hadj    | Belgien Marokko          | 2024           | KRC Genk                | 02.04.2002   |          |          |
| 21         | Alessio Castro-Montes | Belgien Spanien          | 2023           | KAA Gent                | 17.05.1997   |          |          |
| 24         | Charles Vanhoutte     | Belgien                  | 2023           | Cercle Brügge           | 16.09.1998   |          |          |
|            | Lazare Amani          | Elfenbeinküste Belgien   | 2022           | Sporting Charleroi      | 07.03.1998   |          |          |
| Angriff    |                       |                          |                |                         |              |          |          |
| 07         | Mohammed Fuseini      | Ghana                    | 2024           | SK Sturm Graz           | 16.05.2002   |          |          |
| 11         | Henok Teklab          | Deutschland Eritrea      | 2023           | Preußen Münster         | 16.11.1998   |          |          |
| 12         | Promise David         | Kanada Nigeria           | 2024           | FC Nõmme Kalju          | 03.07.2001   |          |          |
| 13         | Kevin Rodríguez       | Ecuador                  | 2023           | Independiente del Valle | 04.03.2000   |          |          |
| 20         | Marc Giger            | Schweiz Kamerun          | 2025           | FC Schaffhausen         | 27.03.2004   |          |          |
| 22         | Ousseynou Niang       | Senegal                  | 2024           | Riga FC                 | 02.10.2001   |          |          |
| 23         | Sofiane Boufal        | Marokko Frankreich       | 2024           | al-Rayyan SC            | 17.09.1993   |          |          |
| 25         | Anan Khalaili         | Israel                   | 2024           | Maccabi Haifa           | 03.09.2004   |          |          |
| 30         | Raul Florucz          | Osterreich               | 2025           | NK Olimpija Ljubljana   | 10.06.2001   |          |          |
| 31         | Cristian Makaté       | Äquatorialguinea Spanien | 2025           | eigene Jugend           | 21.09.2002   |          |          |
| 77         | Guilherme Smith       | Brasilien                | 2025           | FC Nõmme Kalju          | 11.06.2003   |          |          |

## Europapokalbilanz
| Saison  | Wettbewerb                    | Runde                  | Gegner              | Gesamt | Hin       | Rück          |
| ------- | ----------------------------- | ---------------------- | ------------------- | ------ | --------- | ------------- |
| 2022/23 | UEFA Champions League         | 3. Qualifikationsrunde | Glasgow Rangers     | 2:3    | 2:0 (H) a | 0:3 (A)       |
| 2022/23 | UEFA Europa League            | Gruppenphase           | 1. FC Union Berlin  | 1:1    | 1:0 (A)   | 0:1 (H) a     |
| 2022/23 | UEFA Europa League            | Gruppenphase           | Malmö FF            | 5:2    | 3:2 (H) a | 2:0 (A)       |
| 2022/23 | UEFA Europa League            | Gruppenphase           | Sporting Braga      | 5:4    | 2:1 (A)   | 3:3 (H) a     |
| 2022/23 | UEFA Europa League            | Achtelfinale           | 1. FC Union Berlin  | 6:3    | 3:3 (A)   | 3:0 (H) b     |
| 2022/23 | UEFA Europa League            | Viertelfinale          | Bayer 04 Leverkusen | 2:5    | 1:1 (A)   | 1:4 (H) b     |
| 2023/24 | UEFA Europa League            | Play-offs              | FC Lugano           | 3:0    | 2:0 (H) b | 1:0 (A)       |
| 2023/24 | UEFA Europa League            | Gruppenphase           | FC Toulouse         | 1:1    | 1:1 (H) b | 0:0 (A)       |
| 2023/24 | UEFA Europa League            | Gruppenphase           | FC Liverpool        | 2:2    | 0:2 (A)   | 2:0 (H) b     |
| 2023/24 | UEFA Europa League            | Gruppenphase           | Linzer ASK          | 2:4    | 2:1 (H) b | 0:3 (A)       |
| 2023/24 | UEFA Europa Conference League | Zwischenrunde          | Eintracht Frankfurt | 4:3    | 2:2 (H) b | 2:1 (A)       |
| 2023/24 | UEFA Europa Conference League | Achtelfinale           | Fenerbahçe Istanbul | 1:3    | 0:3 (H) b | 1:0 (A)       |
| 2024/25 | UEFA Champions League         | 3. Qualifikationsrunde | Slavia Prag         | 1:4    | 1:3 (A)   | 0:1 (H) b     |
| 2024/25 | UEFA Europa League            | Ligaphase              | Fenerbahçe Istanbul | 1:2    | (A)       |               |
| 2024/25 | UEFA Europa League            | Ligaphase              | FK Bodø/Glimt       | 0:0    | (H) c     |               |
| 2024/25 | UEFA Europa League            | Ligaphase              | FC Midtjylland      | 0:1    | (A)       |               |
| 2024/25 | UEFA Europa League            | Ligaphase              | AS Rom              | 1:1    | (H) c     |               |
| 2024/25 | UEFA Europa League            | Ligaphase              | Twente Enschede     | 1:0    | (A)       |               |
| 2024/25 | UEFA Europa League            | Ligaphase              | OGC Nizza           | 2:1    | (H) c     |               |
| 2024/25 | UEFA Europa League            | Ligaphase              | Sporting Braga      | 2:1    | (H) c     |               |
| 2024/25 | UEFA Europa League            | Ligaphase              | Glasgow Rangers     | 1:2    | (A)       |               |
| 2024/25 | UEFA Europa League            | Play-offs              | Ajax Amsterdam      | 2:3    | 0:2 (H) c | 2:1 n. V. (A) |

Gesamtbilanz: 36 Spiele, 15 Siege, 9 Unentschieden, 12 Niederlagen, 45:46 Tore (Tordifferenz −1)

## Vorstand
Von 2014 an lag die Mehrheit der Anteile an Royale Union Saint-Gilloise in den Händen des Präsidenten Jürgen Baatzsch, einem deutschen Unternehmer mit belgischem Wohnsitz. Im Juni 2018 verkaufte er seine Anteile an den englischen Geschäftsmann Tony Bloom, der auch Anteilseigner und Vorstand von Brighton & Hove Albion ist. Zugleich wurde Baatzsch zum Ehrenpräsidenten ernannt. Der Verwaltungsrat des Vereins wählte Anfang August Alex Muzio, der einen Minderheitsanteil am Verein besitzt, zum neuen Präsidenten.

## Erfolge
- Belgischer Meister: 1904, 1905, 1906, 1907, 1909, 1910, 1913, 1923, 1933, 1934, 1935, 2025
- Belgischer Pokalsieger: 1913, 1914, 2023/24
- Gewinner belgischer Supercup: 2024
- Meister der Division 1B: 1950/51, 1963/64, 2020/21

## Trainer
| 2006–2007 | Belgien     | Alexandre Czerniatynski |
| –         | –           | –                       |
| 2015–2018 | Belgien     | Marc Grosjean           |
| 2018–2019 | Slowenien   | Luka Elsner             |
| 2019–2020 | Spanien     | Thomas Christiansen     |
| 2020–2022 | Belgien     | Felice Mazzù            |
| 2022–2023 | Belgien     | Karel Geraerts          |
| 2023–2024 | Deutschland | Alexander Blessin       |
| 2024–     | Belgien     | Sébastien Pocognoli     |